# Энциклопедия болгарской музыкальной культуры
Энциклопедия болгарской музыкальной культуры (болг. Енциклопедия на българската музикална култура) — однотомная энциклопедия, подготовленная редакционной коллегией в составе композитора акад. Петко Стайнова, музыковеда ст. н. с. Венелина Крыстева, ст. н. с. Райны Кацаровой и секретарей Агапии Баларевой и Розалии Бикс. Издана в 1967 году издательством Болгарской академии наук. За энциклопедией стоит большой авторский коллектив музыковедов, композиторов, исполнителей, музыкальных педагогов из Института музыки БАН.
Объем энциклопедии — 466 страниц, она состоит из двух основных разделов: систематический и алфавитный. Систематический раздел содержит обзорные статьи, посвященные различным аспектам музыкальной жизни в Болгарии, которые имеют не только документальный, но и оценочный характер. Алфавитный раздел содержит отсортированные лексикографически статьи о болгарских музыкальных деятелях, оркестрах, хорах, оперных театрах, ансамблях, организациях и институтах, связанных с музыкой, музыкальных мероприятиях и др. В хронологическом плане энциклопедия в основном охватывает события и явления до середины 1962 года.
Включает многочисленные черно-белые иллюстрации нотных текстов, фотографий музыкальных деятелей, хоров и музыкальных инструментов, факсимиле нотных текстов и документы.